# 松本善明
松本善明（1926年5月17日—2019年6月24日)，日本共产党前众议员。大阪府人。

## 生平
1948年加入日本共产党。1949年东京大学法学部政治学科毕业。1951年司法考试合格后任律师，1967年1月至1986年7月共8次当选众议员。

## 簡歷
曾任日共法规对策部部长、党国会对策委员会委员长、党外交政策委员全委员长、党干部全委员、党书记局成员等职。